# Passagegletsjer
De Passagegletsjer is een gletsjer in Nationaal park Noordoost-Groenland in het oosten van Groenland.

## Geografie
De gletsjer is west-oost georiënteerd en heeft een lengte van meer dan tien kilometer. Ze mondt in het oosten uit in een dal waarin meerdere gletsjers uitkomen of afwateren. Ten zuiden van de gletsjertong ligt een gletsjermeertje, waar ten zuidoosten de Hisingergletsjer ligt. Ten noorden van de gletsjertong ligt in het dal een andere gletsjer en het dal komt in het noordoosten uit in het Kjerulffjord.
Ten zuidwesten van de Passagegletsjer ligt de Verenagletsjer en ten noordwesten de Nordenskiöldgletsjer.
De gletsjer ligt in Goodenoughland.